# Stazione di Kurihashi
La stazione di Kurihashi (栗橋駅?, Kurihashi-eki) è una stazione ferroviaria di interscambio situata della città di Kuki, nella prefettura di Saitama, ed è servita dalla linea principale Tōhoku sulla quale sono esercitati i servizi Utsunomiya e Shōnan-Shinjuku della JR East, e dalla linea Tōbu Nikkō del gruppo privato Ferrovie Tōbu.

## Storia
La stazione venne inizialmente inaugurata il 16 luglio 1885 sulla linea principale Tōhoku dell'attuale JR East, mentre la stazione della linea Nikkō fu aperta il 27 agosto 1899.

## Servizi ferroviari
East Japan Railway Company
■ Linea Utsunomiya (Tōhoku)
■ Linea Shōnan-Shinjuku
 Ferrovie Tōbu
● Linea Tōbu Nikkō

## Struttura

### Stazione JR East
La stazione è dotata di un marciapiede a isola e di uno laterale con tre binari in superficie.
| 1 | ■ Linea Utsunomiya      | per Ōmiya, Akabane e Ueno                      |   |                     |   |
| 1 | ■ Linea Shōnan-Shinjuku | per Ōmiya, Shinjuku, Yokohama, Ōfuna e Odawara | 2 | Binario di servizio | - |
| 3 | ■ Linea Utsunomiya      | per Oyama, Utsunomiya e Kuroiso                |   |                     |   |

### Stazione Tōbu
La stazione consta in due marciapiedi a isola con quattro binari passanti in superdicie.
| 1 | ● Linea Tōbu Nikkō | per Minami-Kurihashi, Tōbu Dōbutsu Kōen e, via linea Tōbu Isesaki, Asakusa                                          |
| 2 | ● Linea Tōbu Nikkō | per Shin-Tochigi, Tōbu Nikkō, via linea Tōbu Kinugawa, Kinugawa Onsen e, via linea Tōbu Utsunomiya, Tōbu Utsunomiya |

## Stazioni adiacenti
| «                                                                               | Servizio                      | »                     |
| Linea Utsunomiya                                                                | Linea Utsunomiya              | Linea Utsunomiya      |
| Linea Shōnan-Shinjuku                                                           | Linea Shōnan-Shinjuku         | Linea Shōnan-Shinjuku |
| ------------------------------------------------------------------------------- | ----------------------------- | --------------------- |
| Higashi-Washinomiya                                                             | Locale Locale Shōnan-Shinjuku | Koga                  |
| Il Rapido "Rabbit", il Rapido Pendolari e il Rapido Shōnan-Shinjuku non fermano |                               |                       |
| Linea Tōbu Nikkō                                                                |                               |                       |
| Minami-Kurihashi                                                                | Locale Espresso sezionale     | Shin-Koga             |
| Il Rapido e il Rapido Sezionale non fermano                                     |                               |                       |